# TEAM NEW JAPAN
TEAM NEW JAPAN（チーム・ニュー・ジャパン）は、新日本プロレスが発足したレスリングチーム。同趣旨の闘魂クラブ（とうこんクラブ）についても記述している。

## 概要
2012年7月24日、ブシロードのバックアップによるプロジェクトとして「ブシロードクラブ」を発足。同チームは、オリンピック出場を目指すレスリング選手の育成を目的としている。
レスリングに専念できる環境を提供するため、所属選手は原則としてブシロードもしくは新日本の社員として勤務しつつ練習をこなす形態をとる。将来的に本人が希望すれば、新日本へ練習生として入門しプロレスラーデビューすることも可能。
2020年9月5日、ブシロードから新日本へ移管され「TEAM NEW JAPAN」へ改称。

## 監督兼スカウト部長
- 永田裕志[4]

## 歴代所属選手
- 岡倫之[5]（2014年 - 2015年→新日本プロレス）
- オレッグ・ボルチン[6]（2017年 - 2022年→新日本プロレス） - カザフスタン出身。山梨学院大学卒。男子フリースタイル125kg級。全カザフスタン選手権優勝（2018年、2019年）。
- 山口剛（2012年 - 2016年、2017年 - 2021年→ワセダクラブ）
- 石黒峻士[7] - （2020年 - 2024年→MTX GOLDKIDS）東京都出身。日本大学卒。男子フリースタイル97kg級。全日本選抜レスリング選手権大会優勝（2021年97kg級、2022年97kg級、2023年97kg級）[8]。全日本レスリング選手権大会優勝（2017年92kg級、2021年97kg級、2022年97kg級）。全日本学生レスリング選手権大会優勝（2017年97kg級、2018年92kg級）。

## 闘魂クラブ
闘魂クラブ（とうこんクラブ）は、1991年に新日本プロレスが発足したレスリングチーム。

### 所属選手
- 石澤常光
- 中西学
- 永田裕志
- 藤田和之
- 矢野通
- 永田克彦[9]
- 森角裕介[10][11]

### スカウト部長
- 木村健悟[9]
- 馳浩